# Keith Ellison
Keith Ellison xuất sinh ngày 4 tháng 8 năm 1963 tại Detroit

### Liên tiếp ngoại bộ
- Tại trang Freebase: [liên kết hỏng]